# Les Arques
 Les Arques  (en occitano Las Arcas) es una población y comuna francesa, situada en la región de Mediodía-Pirineos, departamento de Lot, en el distrito de Cahors y cantón de Cazals.

## Demografía
| 250 | 230 | 177 | 173 | 160 | 158 |
| Para los censos de 1962 a 1999 la población legal corresponde a la población sin duplicidades (Fuente: INSEE [Consultar]) |     |     |     |     |     |